# Acidomyces
Acidomyces — рід грибів. Назва вперше опублікована 2008 року.

## Класифікація
До роду Acidomyces відносять 3 види:
- Acidomyces acidophilus
- Acidomyces acidothermus
- Acidomyces acidothermus